# Andrew B. Moore

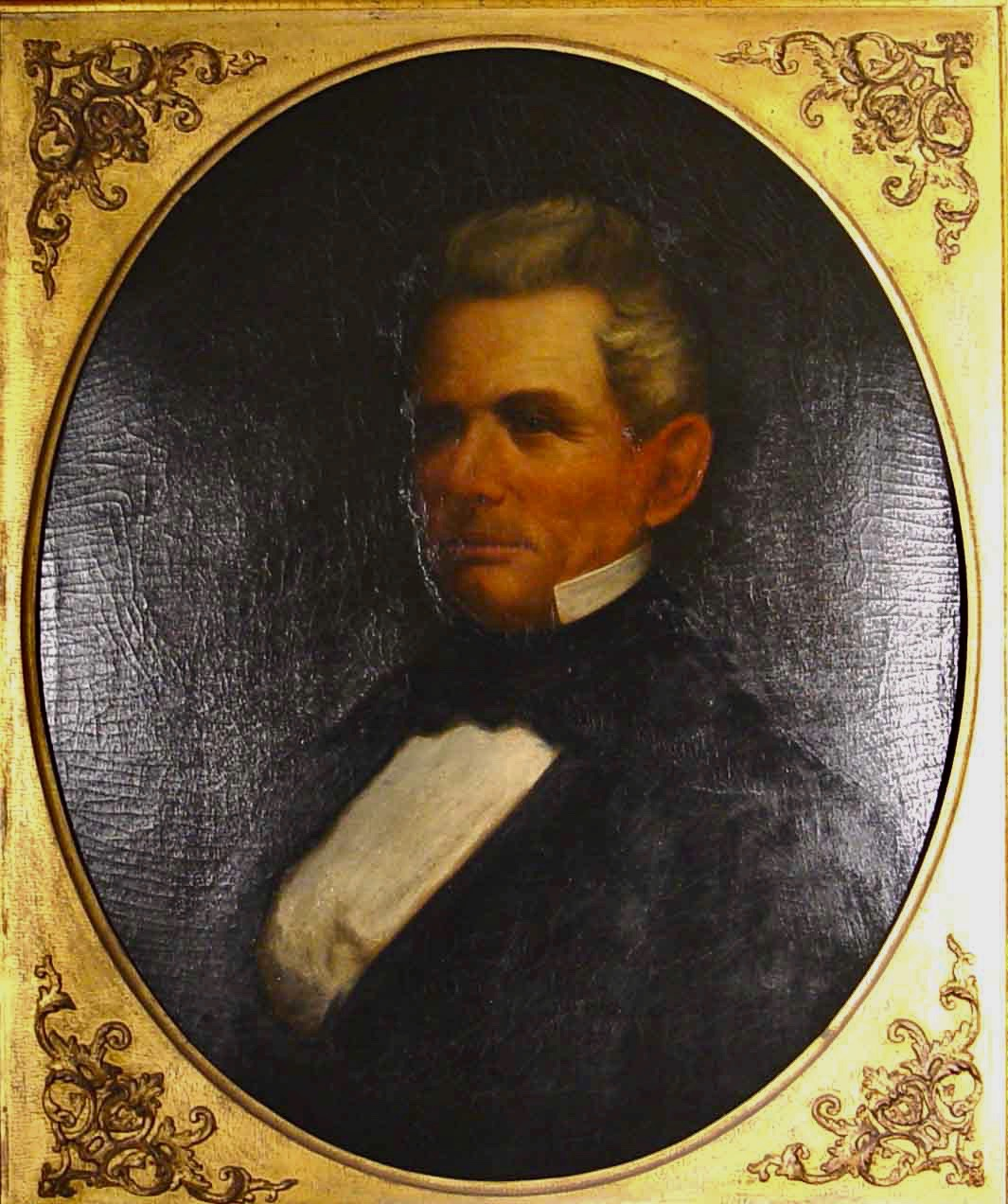
Andrew B. Moore

Andrew Barry Moore (* 7. März 1807 im Spartanburg County, South Carolina; † 5. April 1873 in Marion, Perry County, Alabama) war ein US-amerikanischer Politiker (Demokratische Partei) und der 16. Gouverneur von Alabama.

## Frühe Jahre und politischer Aufstieg
Moore zog mit seiner Familie 1823 ins Perry County in Alabama; jedoch kehrte er nach South Carolina zurück, um seine Ausbildung zu beenden. Anschließend ging er 1826 wieder nach Alabama und unterrichtete in Marion zwei Jahre lang. Danach fing Moore an Jura zu studieren und wurde 1833 als Anwalt zugelassen. Anschließend war er acht Jahre lang Friedensrichter im Perry County. Moore entschloss sich 1842 eine politische Laufbahn einzuschlagen. Er wurde in das Repräsentantenhaus von Alabama gewählt, wo er bis 1845 tätig war. Ferner war er zwischen 1843 und 1845 Speaker des Abgeordnetenhauses, sowie 1848 ein Präsidentschaftswahlmann der Whig Party. Gouverneur Henry W. Collier berief Moore 1851 an das Bezirksgericht, um die freie Stelle dort zu besetzen.

## Gouverneur von Alabama
Moore war bis 1857 im Bezirksgericht tätig, als er die demokratische Nominierung für das Amt des Gouverneurs von Alabama akzeptierte. Er wurde am 3. August 1857 ohne Gegner zum 16. Gouverneur von Alabama gewählt. Seine Vereidigung fand am 1. Dezember 1857 statt. Während seiner Amtszeit erhielten das Bildungswesen und die innerpolitischen Neuerungen seine herausragende Aufmerksamkeit. Das Medical College of Alabama wurde gegründet und das Institut für Gehörlose und Blinde in Talladega eingerichtet. Ferner befürwortete er staatliche Fürsorge und bundesstaatliche Zuschüsse zur Förderung des Eisenbahnbaus.
Moore wurde als gemäßigt bezüglich der Sklavereifrage erachtet, als er am 1. August 1859 für eine weitere Amtszeit wiedergewählt wurde. Während seiner zweiten Amtszeit wurde ein Staatskonvent einberufen, um die Fragen der Sezession zu diskutieren und Alabamas Truppen wurde befohlen, die bundesstaatlichen Armeeforts im Staat zu besetzen. Das Parlament stellte 500.000 Dollar für die Verteidigung zur Verfügung. Ferner wurden 3 Millionen Dollar als Hilfe bewilligt, um die Kriegsschulden zu verrechnen. Da Alabamas Verfassung von 1819 eine weitere Wiederwahl verhinderte, räumte Moore am 2. Dezember 1861 sein Amt.

## Weiterer Lebenslauf
Anschließend wurde er Sonderadjutant des Gouverneurs John Gill Shorter, der den Erwerb und den Transport von Nachschub zu General Albert S. Johnston im nördlichen Alabama koordinierte. Moore wurde durch Unionstruppen inhaftiert, als dieser Lees Kapitulation bei Appomattox folgte. Er wurde mit anderen Konföderierten Führern bei Fort Pulaski in Savannah, Georgia inhaftiert und erst im August 1865 wegen schwindender Gesundheit entlassen. Moore kehrte nach Marion zurück, wo er seine Tätigkeit als Anwalt wiederaufnahm und bis zu seinem Tod am 5. April 1873 fortsetzte. Er war mit Mary Goree verheiratet und sie hatten vier gemeinsame Kinder.